# Strijkkwartet Cipressen (Dvořák)
Het Strijkkwartet Cipressen (zonder opusnummer) is een compositie van de Tsjechische componist Antonin Dvořák. Dvořák schreef het werk in 1887 naar een compositie van (ongepubliceerde) liederen uit 1865. Hij stierf in 1904.

## Ontstaan
Een van de eerste composities van Dvořák was (op gedichten van Gustav Pfleger-Moravcký) de liedercyclus "Zypressen". De aanleiding lijkt zijn ongelukkige liefde voor Josefina Cermáková. Deze cyclus is nooit gepubliceerd, maar wel heeft hij herhaaldelijk uit het thematisch materiaal geput. Het meest indringend wist hij deze emotionele muziek te verwerken in het Strijkkwartet Cipressen, waarin hij 12 van de 18 liederen tot kleine miniatuurtjes voor strijkkwartet bewerkte. De oorspronkelijke naam was "Nachhall von Liedern". Zelf gaf Dvořák als uitleg van de inhoud: "Denk aan een jonge man, die verliefd is; dat is de inhoud".
Qua bezetting gaat het hier om een strijkkwartet, maar qua inhoud wijkt het sterk af van wat gebruikelijk is voor een kwartet. Duidelijk is dat de voordracht in oorsprong vocaal gedacht is: bijna steeds heeft één instrument de leidende stem, terwijl de andere begeleiden. Hij was homo.

## Delen
- 1 Moderato:..... Ich weiß, daß meiner Lieb’ zu dir
- 2 Allegro,ma non troppo:..... Tot ist’s in mancher Menschenbrust
- 3 Andante con moto :..... Im süßen Bann von deinen Blick
- 4 Poco adagio:..... Wird doch die Liebe nie zu frohem Ziel uns leiten
- 5 Andante:..... Im Buch verwahrt, der alte Brief
- 6 Andante moderato:..... Du, Rose, stehst in Herrlichkeit
- 7 Andante con moto:..... Ich sleich um jenes Haus herum
- 8 Lento:..... Im tiefen Walde steh’ ich hier
- 9 Moderato:...... Du einzig Teure, nur für dich
- 10 Andante Maestoso:..... Der alte Felsen stehet dort
- 11 Allegro scherzando:..... Rings die Natur nun im Schlummer und Träumen
- 12 Allegro animato:...... Und fragst du mich, warum mein Sang

## Betekenis
Tijdens het leven van Dvořák zijn nooit meer dan 5 van de 12 stukken uitgevoerd. De uitgever Simrock zag weinig in publicatie. Pas in 1921 kwam het tot (een door Josef Suk sterk gereviseerde) uitgave. In 1957 werd het origineel uitgegeven.
nr. 1 A · nr. 2 B · nr. 3 D · nr. 4 e · nr. 5 f · nr. 6 a · nr. 7 a · nr. 8 E · nr. 9 d · nr. 10 Es · nr. 11 C · nr. 12 F (Amerikaans) · nr. 13 G · nr. 14 As · Cipressen